# 冼東妹
冼 東妹（しょう とんまい、冼东妹、Xian Dongmei、1975年9月15日 - ）は、中華人民共和国の女性柔道家。広東省四会市出身。身長158cm、体重52kg。

## 人物
10代後半の頃から福岡国際などの国際大会に出場していたが、これと言って際立った成績をあげることはなかった。しかし20代後半になった頃から国際大会で成果を出すようになり、2004年にはフランス国際、ドイツ国際に勝った勢いでアテネオリンピックでも金メダルを獲得した。2007年1月に出産をすると、その後復帰を果たした。2008年にはフランス国際、ハンガリー国際に優勝すると、地元で開催された北京オリンピックにおいて2連覇を果たした。引退後は中国柔道協会の会長に就任した。

## 主な戦績
- 1993年 - アジア選手権 3位
- 1995年 - ロシア国際　3位
- 1995年 - アジア選手権　2位
- 2001年 - ユニバーシアード　優勝
- 2002年 - アジア競技大会　2位
- 2004年 - フランス国際　優勝
- 2004年 - ドイツ国際　優勝
- 2004年 - アジア選手権　2位
- 2004年 - アテネオリンピック　優勝
- 2007年 - 世界団体　優勝
- 2008年 - フランス国際　優勝
- 2008年 - ハンガリー国際　優勝
- 2008年 - 北京オリンピック　優勝